# Acción del 19 de febrero de 1801
La acción del 19 de febrero de 1801 fue una batalla naval menor librada frente a Ceuta en el norte de África española en febrero de 1801 entre fragatas de la Armadas Francesa y la Royal Navy durante las guerras revolucionarias francesas. El enfrentamiento formó parte de una serie de acciones libradas para evitar que los franceses reabastecieran su guarnición en Egipto, que había quedado atrapada allí sin refuerzos significativos desde la derrota de la flota francesa del Mediterráneo en la batalla del Nilo dos años y medio antes. El líder de la expedición egipcia, el general Napoleón Bonaparte, había regresado a Francia en 1799 y prometió ayuda a las tropas dejadas atrás, lo que provocó varias expediciones a la región con refuerzos.
La fragata Africaine había sido enviada desde Rochefort a principios de 1801 con más de 400 soldados para la guarnición egipcia, y en febrero había llegado al Mar Mediterráneo, el comodoro Saulnier buscaba pasar a lo largo de la costa del norte de África para evitar patrullar los buques de guerra de la Royal Navy. En la tarde del 19 de febrero, sin embargo, el buque de guerra francés sobrecargado fue descubierto por el HMS Phoebe británico y rápidamente perseguido y llevado a la acción. En un enfrentamiento que duró dos horas, el barco francés fue reducido a un naufragio revolcándose mientras los laterales de Phoebe atravesaban el casco, el aparejo y los soldados empacados en las cubiertas: cuando Africaine se rindió, 200 hombres estaban muertos y otros 143 heridos. El buque capturado fue llevado a la base de Puerto de Mahón en Menorca y posteriormente sirvió en la Royal Navy.

## Antecedentes
En 1798, una gran fuerza expedicionaria francesa bajo el mando del general Napoleón Bonaparte invadió Egipto, entonces bajo el control nominal del Imperio otomano, en una extensión de las guerras revolucionarias francesas en curso. La flota que había convoyado al ejército francés estaba anclada en la bahía de Aboukir, cerca de Alejandría, y fue descubierta allí por una flota británica bajo el mando del vicealmirante Sir Horatio Nelson el 1 de agosto. En la subsiguiente batalla del Nilo, la flota francesa del Mediterráneo fue casi totalmente destruida, impidiendo que las fuerzas francesas en Egipto mantuvieran un refuerzo regular y la comunicación desde Francia y poniendo fin a la posibilidad de una evacuación total del ejército francés. Después de una campaña infructuosa en Siria, Bonaparte regresó a Francia sin su ejército, finalmente tomando el control del gobierno francés durante los eventos del 18 brumario.
En 1801, las tropas en Egipto estaban en una situación cada vez más desesperada: los suministros eran bajos, el refuerzo de Francia casi inexistente y las enfermedades abundaban. Además, fueron objeto de constantes ataques por parte de las fuerzas otomanas y egipcias irregulares, que culminaron con el asesinato del general Jean Baptiste Kléber. Bonaparte, consciente de sus promesas de enviar refuerzos al asediado ejército en Egipto, planeó una serie de expediciones a la región para restaurar la moral y el número de la fuerza expedicionaria, extraída de tropas y unidades navales disponibles en la costa atlántica francesa. La fuerza más grande consistía en 5000 soldados y nueve barcos bajo el mando del contraalmirante Honoré Ganteaume y zarpó de Brest en enero de 1801, pero esta escuadra había sido precedida por dos fragatas de Rochefort, Africaine y Régénérée.
Cada una de las fragatas llevaba, además de su complemento regular, aproximadamente 400 soldados y grandes cantidades de mosquetes, cañones y municiones para reforzar la guarnición egipcia. Los barcos tenían un paso sin incidentes hacia el sur, separándose antes de entrar en el Mediterráneo y tomando diferentes rutas hacia Egipto. Africaine, bajo el mando del comodoro Saulnier que había luchado previamente en el Nilo y en la acción del 31 de marzo de 1800 como capitán del navío de línea Guillaume Tell, había elegido viajar a lo largo de la costa norteafricana para evitar las patrullas británicas en aguas abiertas, y para el 19 de febrero estaba pasando la ciudad española norteafricana de Ceuta, 6 millas náuticas (11 km) al este de Gibraltar. Africaine era una gran fragata moderna de 40 cañones con 715 hombres a bordo, pero la gran cantidad de suministros hizo que el buque fuera lento e insensible y vulnerable al ataque de un oponente más ágil. También navegaba frente a Ceuta en la tarde del 19 de febrero la fragata británica HMS Phoebe de 36 cañones bajo el mando del capitán Robert Barlow. Phoebe, que llevaba 239 hombres a bordo (22 por debajo del complemento requerido), operaba desde la base británica en Puerto de Mahón en Menorca en una patrulla de rutina entre allí y Gibraltar, y acababa de pasar Ceuta hacia el sur en la última etapa del viaje cuando a las 16:00 el vigía avistó a Africaine.

## Acción
Barlow inmediatamente se volvió para investigar la extraña vela, dirigiéndose hacia el sur directamente hacia el barco pesado. Saulnier aparentemente no estaba dispuesto a intentar ninguna maniobra frente al enemigo, ya que Africaine continuó manteniendo el curso original sin desviación. A las 19:30 era inevitable que Phoebe interceptara Africaine y Saulnier acortó la vela, ralentizando su fragata para enfrentar la amenaza. Barlow todavía no estaba seguro de la identidad del extraño y disparó un tiro sobre Africaine como advertencia a su capitán para que identificara su barco. Saulnier respondió girando a babor y disparando un broadside directamente a Phoebe. Sin embargo, estaba mal dirigido y en su mayoría se dispersó en el mar sin efecto. En esto, Barlow tiró de Phoebe a una posición paralela a Africaine y desató un lado mucho más devastador desde corta distancia. Las dos fragatas comenzaron entonces un intercambio de disparos a corta distancia.
El efecto de las bandas anchas de Phoebe en la fragata francesa sobrecargada fue desastroso: durante dos horas Africaine cojeó hacia el norte con Phoebe vertiendo fuego contra el barco francés sin respuesta significativa. Incluso cuando fueron derribados por el fuego de los cañones, los soldados franceses continuaron saliendo de la bodega y uniéndose al combate en cubierta, su mosquetería inútil en el rango entre los barcos y la prensa de cuerpos que obstruían a los marineros franceses de trabajar sus cañones de manera efectiva. Saulnier fue asesinado, el general de división Edme Desfourneaux gravemente herido y muchos de sus subordinados, incluidos todos los tenientes navales, hicieron bajas; casi todo el aparejo había sido arrancado, la mayoría de los cañones destrozados de sus monturas y las cubiertas literalmente llenas de cadáveres. Incluso el sollado, generalmente la parte más segura de un barco y, por lo tanto, donde se encontraban las instalaciones médicas de los barcos, fue objeto de un fuerte fuego y tres cirujanos murieron mientras estaban de pie en la mesa de operaciones. Finalmente, el oficial superior sobreviviente, el capitán Jean-Jacques Magendie, que había sufrido una grave herida en la cabeza, autorizó que los colores fueran golpeados a las 21:30, aproximadamente a 60 millas náuticas (110 km) al este de Gibraltar, entregando así el barco. Phoebe, por el contrario, solo sufrió daños leves, con la lesión principal en los mástiles: ambos barcos podrían haber sido desmontados si hubiera habido un viento fuerte en lugar de una calma profunda durante la noche. Solo un hombre, el marinero Samuel Hayes, había muerto y solo 12 habían resultado heridos, incluido el primer teniente.

## Secuelas
Barlow tomó posesión del maltrecho buque francés y puso a sus hombres a hacer reparaciones apresuradas antes de que el clima pudiera empeorar. La primera tarea fue tratar con los muertos y heridos en el barco francés: Magadie informó inmediatamente después de que 200 hombres habían muerto y 143 estaban gravemente heridos o moribundos, cifras que Barlow consideró subestimadas. Cuando se completaron las reparaciones, Barlow giró sus barcos hacia la cercana Gibraltar, pero ante una brisa del oeste el progreso fue lento y después de cuatro días abandonó el intento y regresó a Menorca, preocupado por el estado de los heridos y el gran número de prisioneros de guerra a bordo de ambos buques. Sin embargo, el viento cayó cuando los barcos estaban frente a la costa sur de Mallorca y Phoebe y Africaine no llegaron a Puerto de Mahón hasta el 5 de marzo. La acción fue muy elogiada por el comandante de la estación, el capitán Manley Dixon, quien declaró en una carta al Almirantazgo fechada el 10 de marzo de 1801 «que nunca se exhibieron más habilidades o artillería efectiva en ningún combate que en la presente instancia».
Barlow fue posteriormente nombrado Knight Bachelor por su éxito, y se trasladó de Phoebe a la fragata HMS Concorde, un buque de guerra muy deseable conocido por su velocidad, antes de trasladarse al navío de línea HMS Triumph más tarde en el año. Su primer teniente herido, John Wentworth Holland, fue ascendido a comandante y los otros oficiales y los hombres alistados fueron muy elogiados en el despacho oficial. Africaine fue comprada por la Royal Navy y brevemente renombrada Amelia antes de volver a Africaine. El barco tuvo una larga carrera en el servicio británico durante las guerras napoleónicas, participando en numerosas acciones, incluida la controvertida acción del 13 de septiembre de 1810 durante la campaña de Mauricio. Casi cinco décadas después, la batalla fue una de las acciones reconocidas por el broche "PHOEBE 19 FEBY. 1801", adjunta a la Medalla de Servicio General Naval que se otorgó a solicitud a todos los participantes británicos de Phoebe que aún vivían en 1847. Régénérée tuvo un paso ininterrumpido a Egipto, llegando el 1 de marzo, un día antes de que la Fuerza Expedicionaria Británica iniciara un bloqueo cercano de la costa. Régénérée demostró ser el único gran buque de guerra francés en llegar a la guarnición después de que el escuadrón de Ganteaume fuera rechazado repetidamente en sus esfuerzos. Sin suministros y refuerzos, el ejército francés en Egipto no pudo resistir eficazmente la gran invasión británica del país en marzo de 1801 y después de una breve campaña se vio obligado a capitular en Alejandría en agosto.
El análisis histórico de la batalla ha elogiado la conducta de Barlow: sus tácticas de negarse a permitir que el barco francés se acercara y abordara su buque, convirtiendo así la superioridad francesa en número en una desventaja, fue elogiada por William James, y el historiador Tom Wareham ha notado que la práctica británica permanente de disparar contra los cascos enemigos en lugar de en el aparejo como lo practicaban los franceses le dio a Barlow una ventaja contra las cubiertas abarrotadas de Africaine. Saulnier también ha sido elogiado por sus esfuerzos para evitar el combate con su barco tan sobrecargado y por el valor posterior con el que su tripulación y sus pasajeros lucharon tan ferozmente durante dos horas contra las crecientes probabilidades y frente a bajas «verdaderamente terribles», aunque también fue objeto de críticas en Francia cuando se supo que había eliminado los quoins de sus armas en un esfuerzo por forzar a sus hombres para disparar contra el aparejo británico en lugar del casco: Bonaparte ordenó que en el futuro sus barcos tuvieran la intención de «no despoblar al enemigo, sino de hacerle el mayor daño posible».